# آدونیران
آدونیران (انگلیسی: Adoniran؛ زادهٔ ۱۲ دسامبر ۱۹۸۵) بازیکن فوتبال اهل برزیل است.
از باشگاه‌هایی که در آن بازی کرده‌است می‌توان به باشگاه فوتبال سانتوس اشاره کرد.